# Censura de Internet en la República Popular China
La censura de Internet en la República Popular China se lleva a cabo según distintas leyes y reglamentos administrativos creados por el gobierno desde el año 1996. Para aplicarlas, han construido un Gran Cortafuegos capaz de filtrar el contenido que se publica. Esta filtración puede realizarse por bloqueo de direcciones IP, palabras clave censuradas o envenenamiento de DNS, entre otros. Además se estima que cuenta con brigadas de Internet conformadas por 30 000 miembros, quienes buscan controlar el contenido mediante la aplicación de las leyes. Desde la implementación del firewall han existido diversos conflictos con empresas como Google y han sido criticados por enjuiciar a disidentes del gobierno por publicar opiniones en Internet.

## Leyes y motivos del gobierno
Con el constante crecimiento de Internet en China, el gobierno ha sido firme en su postura de controlar el contenido al que sus ciudadanos pueden acceder. Desde que han permitido el uso comercial de Internet – año 1995 – el gobierno ha promulgado por lo menos sesenta regulaciones con el objetivo de controlar el contenido que se divulga.
Dentro de estas leyes se destaca el Artículo 5 de la normativa "Computer Information Network and Internet Security, Protection and Management Regulations” del Ministerio de Seguridad Pública, promulgado en 1997:
“Ninguna unidad o individuo puede utilizar Internet para crear, reproducir, recuperar o transmitir los siguientes tipos de información:

1. Incitar a resistir o violar la Constitución o las leyes o la aplicación de los reglamentos administrativos;
2. Incitar a derrocar al gobierno o el sistema socialista;
3. Incitar a la división del país, perjudicando a la unificación nacional;
4. La incitación al odio o la discriminación entre las nacionalidades ni perjudicar la unidad de las nacionalidades;
5. Hacer falsedades o tergiversar la verdad, la difusión de rumores, destruyendo el orden de la sociedad;
6. Promoción de las supersticiones feudales, material sexualmente sugestivo, juegos de azar, violencia, asesinatos;
7. Participar en actos de terrorismo o incitar a otros a la actividad criminal; insultar abiertamente a otras personas o distorsionar la verdad para calumniar a personas;
8. Perjudicar a la reputación de los órganos del Estado;
9. Otras actividades en contra de la Constitución, las leyes o reglamentos administrativos.”

El Artículo 8 de la misma normativa menciona:
“Unidades o individuos que participan en el negocio de Internet deben aceptar la supervisión de seguridad, inspección y dirección de la organización de Seguridad Pública. Esto incluye proporcionar a la organización de Seguridad Pública información, materiales y documentos digitales, y ayudar a la organización de Seguridad Pública para conocer y manejar adecuadamente los incidentes relacionados violaciones a la ley y las actividades delictivas relacionadas con las redes de información de computadoras”.
La restricción al contenido tiene origen en estos artículos y es posible de realizar porque también han declarado que:
“Todos los vínculos directos con la Internet deben pasar a través de ChinaNet, GBNet, CERNET o CSTNET”
Con esto el gobierno chino tiene la facultad de interceptar y comparar la información con una lista de palabras claves o sitios web para luego filtrar el contenido que se muestra al usuario, contenidos en oposición a las leyes establecidas anteriormente. Lo que el gobierno busca con estas normas no es solo evitar posibles intentos de derrocamiento por la influencia que pueden tener los contenidos de Internet en sus ciudadanos, sino que también pretenden “protegerlos” de contenidos pornográficos, violentos, entre otros.
Para aplicar estas leyes han construido un firewall que controla todo el contenido en Internet que circula por el país, además de la creación brigadas de Internet que buscan mantener el cumplimiento de estas, brigada que se estima posee 30 000 miembros.

## Aplicación
En diciembre de 1997, el ministro de Seguridad Pública, Zhu Entao, emitió nuevas regulaciones que serían aplicadas por el ministerio, imponiendo multas por "difamar a las agencias gubernamentales, dividir la nación y filtrar secretos de estado". Los infractores podrían enfrentar una multa de hasta CNY 15,000 (aproximadamente US$1,800). La prohibición parecía ser en su mayoría no coordinada y ad hoc, con algunos sitios web permitidos en una ciudad, pero sitios similares bloqueados en otra. Los bloqueos a menudo se levantaban para ocasiones especiales. Por ejemplo, The New York Times fue desbloqueado cuando los reporteros en una entrevista privada con el Secretario General del Partido Comunista Chino, Jiang Zemin, preguntaron específicamente sobre el bloqueo y él respondió que investigaría el asunto. Durante la cumbre de APEC en Shanghai en 2001, fuentes de medios normalmente bloqueadas como CNN, NBC y el Washington Post se volvieron accesibles. Desde 2001, los bloqueos a los sitios de medios occidentales se han relajado aún más, y los tres sitios previamente mencionados eran accesibles desde China continental. Sin embargo, el acceso al New York Times fue denegado nuevamente en diciembre de 2008.
A mediados de 2005, China compró más de 200 routers de una compañía estadounidense, Cisco Systems, lo que permitió al gobierno chino utilizar tecnología de censura más avanzada. En febrero de 2006, Google, a cambio de la instalación de equipos en territorio chino, bloqueó sitios web que el gobierno chino consideraba ilegales. Google revirtió esta política en 2010, después de sospechar que un empleado de Google pasó información al gobierno chino e insertó puertas traseras en su software.
En mayo de 2011, la Oficina de Información del Consejo de Estado anunció la transferencia de sus oficinas que regulaban el Internet a una nueva agencia subordinada, la Oficina de Información de Internet del Estado, que sería responsable de regular el Internet en China. La relación de la nueva agencia con otras agencias de regulación de Internet en China no estaba clara a partir del anuncio.
El 26 de agosto de 2014, la Oficina de Información de Internet del Estado (SIIO, por sus siglas en inglés) fue formalmente autorizada por el Consejo de Estado para regular y supervisar todo el contenido de Internet. Posteriormente lanzó un sitio web llamado Administración del Ciberespacio de China (CAC, por sus siglas en inglés) y la Oficina del Grupo Líder Central para Asuntos del Ciberespacio. En febrero de 2014, se creó el Grupo Líder Central para la Seguridad en Internet y la Informatización con el fin de supervisar la ciberseguridad y recibir información de la CAC. Presidiendo la Conferencia de Gobernanza del Ciberespacio de China 2018 el 20 y 21 de abril de 2018, Xi Jinping, Secretario General del Partido Comunista Chino, se comprometió a "reprimir con firmeza los delitos penales, incluyendo el hacking, el fraude en telecomunicaciones y la violación de la privacidad de los ciudadanos". La conferencia se llevó a cabo en la víspera de la Primera Cumbre Digital de China, que se celebró en el Centro Internacional de Conferencias y Exposiciones del Estrecho de Fuzhou, en Fuzhou, la capital de la Provincia de Fujian.
El 4 de enero de 2019, la CAC inició un proyecto para eliminar la pornografía, la violencia, el contenido sangriento, el horror, el juego, el fraude, los rumores de Internet, la superstición, las invectivas, las parodias, las amenazas y la proliferación de "malos estilos de vida" y "mala cultura popular". El 10 de enero de 2019, la Asociación de Servicios de Programas Audiovisuales de la Red China anunció una nueva regulación para censurar videos cortos con contenido político o social controvertido, como una "perspectiva pesimista de los millennials", "aventuras de una noche", así como contenido previamente prohibido considerado políticamente sensible.
China planea ilegalizar las deepfakes, lo cual se describe como una medida para prevenir la "parodia y la pornografía".
En julio de 2019, la CAC anunció una regulación que decía que los proveedores de información de Internet y los usuarios en China que violen seriamente las leyes y regulaciones relacionadas estarán sujetos a la lista de bloqueo del Sistema de Crédito Social. También anunció que los proveedores de información de Internet y los usuarios que no cumplan con el estándar pero cometan una violación leve serán registrados en la Lista para Enfocar.
El 1 de agosto de 2022, las Regulaciones sobre la Administración de la Información de la Cuenta del Usuario de Internet emitidas por la Oficina de Información de Internet de China entraron en vigencia, lo cual requiere que las cuentas de Internet indiquen sus ocupaciones reales, y se mostrará la ubicación IP del usuario, mientras que el registro de algunas cuentas en campos profesionales incluso se requiere proporcionar materiales de verificación.
Durante las protestas de COVID-19 en 2022 en China, la CAC dirigió a empresas como Tencent y ByteDance para intensificar sus esfuerzos de censura.
Después del 15 de diciembre de 2022, las Regulaciones sobre la Administración de los Servicios de Comentarios de los Seguidores de Internet entraron en vigor, lo que por primera vez consideró los "me gusta" como un tipo de comentario. Además, las regulaciones establecen que las cuentas públicas deben tomar la iniciativa de revisar los comentarios dejados por los internautas. Algunos expertos han señalado que esto significa que los internautas pueden ser castigados por la plataforma o las autoridades por el contenido de sus "me gusta".

### Autorregulación
La censura en Internet en China ha sido denominada "un panóptico que fomenta la autocensura a través de la percepción de que los usuarios están siendo vigilados". La implementación (o amenaza de implementación) de la censura crea un efecto disuasorio en el que individuos y empresas censuran voluntariamente sus propias comunicaciones para evitar repercusiones legales y económicas. Los proveedores de servicios de Internet y otros proveedores de servicios son legalmente responsables de la conducta de sus clientes. Los proveedores de servicios han asumido un papel editorial con respecto al contenido de los clientes, convirtiéndose así en editores y legalmente responsables de la difamación y otros agravios cometidos por los clientes. Algunos hoteles en China aconsejan a los usuarios de Internet que obedezcan las normas locales de acceso a Internet dejando una lista de normas y directrices de Internet cerca de las computadoras. Entre otras cosas, estas normas prohíben enlazar a mensajes políticamente inaceptables e informan a los usuarios de Internet que si lo hacen, tendrán que enfrentar consecuencias legales.
El 16 de marzo de 2002, la Sociedad de Internet de China, un organismo autónomo de la industria de Internet en China, lanzó el Compromiso Público de Autodisciplina para la Industria de Internet de China, un acuerdo entre el regulador de la industria de Internet de China y las empresas que operan sitios en China. Al firmar el acuerdo, las empresas de la web se comprometen a identificar y prevenir la transmisión de información que las autoridades chinas consideren objetable, incluyendo información que "rompa las leyes o propague supersticiones o obscenidad", o que "pueda poner en peligro la seguridad del estado y perturbar la estabilidad social". Hasta 2006, el compromiso había sido firmado por más de 3,000 entidades que operan sitios web en China.

### Uso de proveedores de servicios
Aunque el gobierno no tiene los recursos físicos para monitorear todas las salas de chat y foros en Internet, la amenaza de ser clausurado ha llevado a los proveedores de contenido en Internet a emplear personal interno, coloquialmente conocido como "grandes mamás", que detienen y eliminan comentarios de foros que pueden ser políticamente sensibles. En Shenzhen, estas tareas son en parte asumidas por un par de personajes de dibujos animados creados por la policía, Jingjing y Chacha, que ayudan a extender la "presencia policial" en línea de las autoridades de Shenzhen. Estos dibujos animados se difundieron por todo el país en 2007 recordando a los usuarios de Internet que están siendo vigilados y que deben evitar publicar material "sensible" o "perjudicial" en Internet.
Sin embargo, los proveedores de contenido en Internet han adoptado algunas contramedidas. Una de ellas es publicar historias políticamente sensibles y eliminarlas solo cuando el gobierno se queja. En las horas o días en que la historia está disponible en línea, la gente la lee, y para cuando la historia es retirada, la información ya es pública. Un caso notable en el que esto ocurrió fue en respuesta a una explosión escolar en 2001, cuando los funcionarios locales intentaron ocultar el hecho de que la explosión resultó de niños produciendo ilegalmente fuegos artificiales.
El 11 de julio de 2003, el gobierno chino comenzó a otorgar licencias a empresas para abrir cadenas de cafés de Internet. Los analistas de negocios y los operadores de Internet extranjeros consideran las licencias como un intento de reprimir la información considerada perjudicial para el gobierno chino. En julio de 2007, la ciudad de Xiamen anunció que prohibiría las publicaciones anónimas en línea después de que los mensajes de texto y las comunicaciones en línea se utilizaran para convocar protestas contra una planta química propuesta en la ciudad. Los usuarios de Internet tendrán que proporcionar prueba de identidad cuando publiquen mensajes en los más de 100,000 sitios web registrados en Xiamen.[66] El gobierno chino emitió nuevas reglas el 28 de diciembre de 2012, requiriendo que los usuarios de Internet proporcionen sus nombres reales a los proveedores de servicios, al tiempo que asigna a las empresas de Internet una mayor responsabilidad para eliminar las publicaciones prohibidas y denunciarlas a las autoridades. Las nuevas regulaciones, emitidas por el Comité Permanente del Congreso Nacional del Pueblo, permiten a los usuarios de Internet continuar adoptando seudónimos para sus publicaciones en línea, pero solo si primero proporcionan sus nombres reales a los proveedores de servicios, una medida que podría enfriar parte del vibrante discurso en los microblogs similares a Twitter del país. Las autoridades detienen y hasta encarcelan periódicamente a usuarios de Internet por comentarios políticamente sensibles, como llamamientos a una democracia multipartidista o acusaciones de irregularidades por parte de funcionarios locales.

## El Gran Cortafuegos
Cabe destacar que ya desde 1996 existían bloqueos a sitios web.

El cortafuego tiene varios métodos para realizar el bloqueo, entre los que se puede mencionar: bloqueo por IP, filtro de URL, filtro de DNS, reinicio de conexión, entre otros. Funciona interceptando los requerimientos que envían las computadoras dentro de la red en China. El firewall lo analiza y determina si lo deja pasar, en caso contrario envía un mensaje de error o redirige el requerimiento.

Así como han surgido mayores regulaciones en este ámbito también se han desarrollado métodos para saltar el bloqueo. Lo cual se realiza, por ejemplo, mediante la utilización de Virtual Privates Networks (Red privada virtual o VPN) o también mediante la creación de contenidos en clave que logran burlar los filtros. Incluso el propio arquitecto de este sistema de bloqueo ha confesado utilizar VPN’s para saltarse las restricciones, aunque dejando en claro que sin un fin político o crítica al gobierno.
Desde la creación de las políticas para regular el contenido de Internet y desde la implementación del Gran Cortafuegos, han ocurrido diversos hechos y conflictos que han involucrado tanto al gobierno del país como a empresas ligadas a Internet y a ciudadanos chinos.
A continuación se enumeran algunos de estos:

1. En 2010 Google redirigió a sus visitantes al portal de Google en Hong Kong, en donde no se aplican las leyes de censura, esto luego de que acusaran al gobierno chino de haber atacado su infraestructura. La autoridad del país calificó esto de inaceptable y amenazó con quitar la licencia de Google en el país.[39]
2. En marzo de 2011 Google acusó al gobierno chino de interrumpir el servicio Gmail. El gobierno alude a que se debió por problemas técnicos de la empresa y no a una intervención de ellos.[5]
3. Finalmente Google decide oficialmente retirarse de China[40] y dejar de entregar contenido censurado – a pesar de esta práctica, Google indicaba con un mensaje cuando algún contenido era bloqueado[41] – mientras que otras empresas como Microsoft o Yahoo! mantienen su postura de participar en el mercado chino.[42]
4. Por otra parte, las leyes implementadas por el gobierno han permitido que el contenido filtrado de Internet sea utilizado para encarcelar o detener a activistas o disidentes del régimen. Los cargos por los que se les acusa están en relación con la creación y divulgación de contenidos con críticas al gobierno en Internet y van desde detenciones hasta varios años de condena.[43] Ejemplo de esto es el caso de activistas detenidos por convocar a protestas, por medio de Internet e inspirados por los conflictos de Medio Oriente ocurridos a comienzos del 2011. También cabe mencionar el caso de Li Zhi, quien fue acusado de subversión y sentenciado a ocho años de cárcel por haber criticado acerca de corrupción en el país.[44][45]
5. En muchas de estas acusaciones y encarcelamientos de ciudadanos que han divulgado información sensible en Internet han existido acusaciones y críticas a grandes empresas como Yahoo! y Microsoft, quienes han facilitado la información para llevar a cabo los juicios, como el caso de Li Zhi o el de blogueros a los que Microsoft ha cerrado sus cuentas.[44]
6. El 26 de octubre de 2012, el gobierno chino vetó al periódico digital The New York Times luego que demostrara en un informe que el presidente chino y sus familiares y allegados habían amasado millones de dólares ilicitamente como parte de su fortuna personal. Asimismo, se censuró en Sina Weibo (el equivalente chino de Facebook) todas las búsquedas relacionadas con el reportaje.[46]

Finalmente, el gobierno chino se defiende de las acusaciones de censura y arrestos por publicar contenidos en la web argumentando que no han ocurrido casos en los que por el solo hecho de publicar contenido se haya ejecutado un arresto, además mencionan que: “...la legislación en el Occidente tiene básicamente objetivos legislativos y principios similares a los suyos...”.

### Proyecto del escudo dorado
El Proyecto del Escudo Dorado mantenido y construido por el Ministerio de Seguridad Pública (MSP) de la República Popular de China comenzó en 1998, comenzó a procesar en noviembre de 2003, y la primera parte del proyecto pasó la inspección nacional el 16 de noviembre de 2006 en Beijing. Según el MSP, su propósito es construir una red de comunicación y un sistema de información informática para la policía para mejorar su capacidad y eficiencia. Para 2002, el trabajo preliminar del Proyecto del Escudo Dorado había costado 800 millones de dólares estadounidenses (equivalente a 5,000 millones de RMB o 620 millones de euros). Greg Walton, un investigador independiente, dijo que el objetivo del Escudo Dorado es establecer una "enorme base de datos en línea" que incluiría "reconocimiento de voz y rostro, televisión de circuito cerrado, registros de crédito" así como registros tradicionales de uso de Internet.
Un aviso emitido por el Ministerio de Industria y Tecnología de la Información el 19 de mayo indicaba que, a partir del 1 de julio de 2009, los fabricantes debían enviar máquinas para ser vendidas en China continental con el software Green Dam Youth Escort. El 14 de agosto de 2009, Li Yizhong, ministro de industria y tecnología de la información, anunció que los fabricantes y minoristas de ordenadores ya no estaban obligados a enviar el software con los nuevos ordenadores para uso doméstico o empresarial, pero que las escuelas, los cibercafés y otros ordenadores de uso público todavía estarían obligados a ejecutar el software.

## Objetivos de la censura

### Contenido dirigido
Ver también: Lista de sitios web bloqueados en China continental.
Según un estudio de Harvard, al menos 18.000 sitios web fueron bloqueados desde China continental en 2002, incluidos 12 de los 100 principales sitios web globales. La agencia de noticias patrocinada por China, Xinhua, declaró que la censura apunta a “información supersticiosa, pornografía, relacionada con la violencia, apuesta y otra información dañina”. Esto parece cuestionable, ya que el proveedor de correo electrónico Gmail está bloqueado y no puede decirse que entre en ninguna de estas categorías. Por otro lado, los sitios web centrados en los siguientes temas políticos a menudo son censurados: Falun Gong, la brutalidad policial, las protestas y la masacre de la Plaza de Tiananmen de 1989, la libertad de expresión, la democracia, el movimiento de independencia tibetano, el movimiento Tuidang. Ocasionalmente se bloquean loas sitios web de medios extranjeros. A partir de 2014, The New York Times, la BBC y Bloomberg News están bloqueados indefinidamente.
Las pruebas realizadas por Freedom House en 2011 confirmaron que el material escrito por o sobre blogueros activistas se elimina de Internet chino en una práctica que se ha denominado “desaparición cibernética”.
Un estudio de 2012 de sitios de redes sociales realizado por otros investigadores de Harvad encontró que el 13% de las publicaciones en Internet estaban bloqueadas. El bloqueo se centró en cualquier forma de acción colectiva (cualquier cosa, desde rumores falsos que provocan disturbios hasta organizadores de protestas y grandes fiestas por diversión), pornografía, críticas a los censores. Sin embargo, las críticas significativas al gobierno no fueron bloqueadas cuando se hicieron por separado de los llamados a la acción colectiva. Otro estudio ha mostrado comentarios en las redes sociales que critican al estado, a sus líderes y sus políticas, por lo general se publican, pero es más probable que se censuren las publicaciones con potencial de acción colectiva, ya sea que estén en contra del estado o no.
Muchos sitios web japoneses más grandes fueron bloqueados desde la tarde de junio de 2012(UTC+08:00) hasta la mañana del 17 de junio de 2012 (UTC+08:00), como Google Japan, Yahoo! Japón, Amazon Japón, Excite, Yomiuri News, Sponichi News y Nikkei BP Japón.
Los censores chinos han mostrado relativamente duros a bloquear sitios web en los que podría haber consecuencias económicas importantes. Por ejemplo, un bloque de GitHub se revirtió después de quejas generalizadas de la comunidad china de desarrolladores de software. En noviembre de 2013, después de que se bloquearan los servicios chinos de Reuters y Wall Street Journal, greatfire.org reflejo el sitio web de Reuters en un dominio de Amazon.com de tal manera que se podía cerrar sin cerrar el acceso nacional a todo el servicio de almacenamiento en la nube de Amazon.
Durante un mes, a partir del 17 de noviembre de 2014, ProPublica probo si las páginas de inicio de 18 organizaciones internacionales de noticias eran accesibles para navegadores dentro de China y descubrió que las más bloqueadas era Bloomberg, New York Times, South China Morning Post, Wall Street Journal, Facebook y Twitter. La censura y la vigilancia de Internet se han implementado estrictamente en China que bloquean sitios web sociales como Gmail, Google, YouTube, Facebook, Instagram, Twitter y otros. Las prácticas de censura excesivas del Gran Cortafuegos de China ahora también han sumergido a los proveedores de servicios VPN.

### Los motores de búsqueda
Ver también: Censura de Google y China
Una parte del bloqueo es filtrar los resultados de búsqueda de ciertos términos en motores de búsqueda chinos (como por ejemplo, Sogou, 360 y Baidu). Intentar buscar palabras claves censuradas en estos motores de búsqueda chinos arroja pocos o ningún resultado.
Además, The Great Firewall también puede cerrar una conexión que contiene términos censurados intensivos y no se puede restablecer durante varios minutos. Esto afecta a todas las conexiones de red incluidas HTTP y POP, pero es más probable que se restablezca durante la búsqueda. Antes de que los motores de búsqueda se censuraran a sí mismos, muchos motores de búsqueda habían sido bloqueados.

### Foros de discusión
Desde 2004, se cerraron o restringieron el acceso público a varios sistemas de tablones de anuncios de las universidades incluidos SMTH BBS y YTHT BBS.
En septiembre de 2007, algunos centros de datos se cerraron indiscriminadamente por ofrecer funciones interactivas como blogs y foros. CBS informa una estimación de que la mitad de los sitios interactivos alojados en China fueron bloqueados.
Coincidiendo con el vigésimo aniversario de la represión gubernamental de protesta a favor de la democracia en la plaza de Tiananmen, el gobierno ordenó a los portales de Internet, foros y grupos de discusión cerrar sus servidores por mantenimiento entre 3 y el 6 de junio de 2009. El día anterior al cierre masivo, los usuarios chinos de Twitter, Hotmail y Flickr, entre otros, informaron de una incapacidad generalizada para acceder a estos servicios.

### Medios de comunicación social
La censura de publicaciones individuales en redes sociales en China generalmente ocurre en dos circunstancias:
1.   Las corporaciones/ el gobierno contrata censores para leer publicaciones individuales en las redes sociales y eliminar manualmente las publicaciones que violan la política. (Aunque el gobierno y los medios a menudo usan el servicio de microblogging Sina Weibo para difundir ideas y monitorear la corrupción, también es supervisado y autocensurado por 700 censores de Sina.)
2.   Las publicaciones que se bloquearán principalmente de forma automática en función de filtros de palabras clave y decidirán cuales publicar más adelante
En la segunda mitad de 2009, los sitios de redes sociales Facebook y Twitter fueron bloqueados probablemente por contener comentarios sociales o políticos (similares de LiveJournal en la lista anterior). Un ejemplo es el comentario sobre los disturbios de Ürümqi de julio de 2009.Otra razón sugerida para el bloque es que los activistas pueden utilizarlos para organizarse.
En 2010, el activista chino de derecho humano Liu Xiaobo se convirtió en un tema prohibido en los medios chinos debido a que ganó el Premio Nobel de la Paz de 2010. Palabras claves e imágenes relacionadas con el activista y su vida fueron nuevamente bloqueadas en julio de 2017, poco después de su muerte.
Después del choque de trenes de Wenzhou en 2011, el gobierno comenzó a enfatizar el peligro de difundir ‘falsos rumores’(yaoyan o 谣言 en chino), convirtiendo el uso permisivo de Weibo y las redes sociales en debate público.
En 2012, First Monday se publicó un artículo sobre “la censura de contenido político en las redes sociales, es decir, la eliminación activa de mensajes publicados por individuos.”. Este estudio académico, que recibió una amplia cobertura mediática, acumulo una conjunto de datos de datos de 56 millones de mensajes enviados en Sina Weibo desde junio hasta septiembre de 2011, y los analizó estadísticamente tres meses después, encontrando 212.583 eliminaciones de 1,3 millones muestreados, más del 16 por ciento.
El estudio reveló que los censores eliminaron rápidamente palabras con significados políticamente controvertidos (por ejemplo qingci “pedir a alguien que renuncie” en referencia a los llamamientos para que el ministro de Ferrocarriles Sheng Guangzu renuncie después de la colisión del tren de Wenzhou el 23 de julio de 2011), y también que la tasa de eliminación de mensajes fue anómalo regionalmente (compare las tasas de censura del 53% en el Tíbet y el 52% en Qinghai con el 12% en Beijing y el 11,4% en Shanghái). En otro estudio realizado por un equipo de investigación dirigido por el politólogo Gary King, las publicaciones objetables creadas por el equipo de King en un sitio de redes sociales se eliminaron casi universalmente dentro de las 24 horas posteriores a su publicación.
Las áreas de comentarios de publicaciones populares que mencionaron a Vladímir Putin en Sina Weibo se cerraron durante la cumbre del G20 de Hamburgo en 2017 en Alemania. Es un raro ejemplo que a un líder extranjero se le otorgue la seguridad de un juicio popular en Internet chino, que generalmente solo se otorga a los líderes chinos. Este movimiento del gobierno chino puede estar relacionado con sus estrechos vínculos con Rusia y el propio Putin.

### WeChat
WeChat es la aplicación dominante de redes sociales y mensajería en China, y también es la aplicación de mensajería más popular para la mayoría de los ciudadanos chinos que residen en el extranjero. Aunque está sujeta a las normas estatales que llevaron a la eliminación de publicaciones individuales, Tech in Asia informó en 2013 que ciertas "palabras restringidas" habían sido bloqueadas globalmente en WeChat. Una represión en marzo de 2014 eliminó docenas de cuentas de WeChat, algunas de las cuales eran canales de noticias independientes con cientos de miles de seguidores. CNN informó que los bloqueos estaban relacionados con leyes que prohíben la propagación de "rumores" políticos.
La agencia de noticias estatal Xinhua informó en julio de 2020 que la Administración del Ciberespacio de China (CAC) llevaría a cabo una intensiva investigación y limpieza de tres meses en 13 plataformas de medios, incluyendo WeChat.

### Protocolos SSL
En marzo de 2020, China comenzó de repente a bloquear sitios web que utilizaban TLS (Transport Layer Security 1.3) y ESNI (Encrypted Server Name Indicator) para certificados SSL, ya que ESNI dificulta, si no imposibilita, identificar el nombre de un sitio web basado en el nombre del servidor que se muestra en su certificado SSL. Desde mayo de 2015, la Wikipedia en chino ha sido bloqueada en China continental. Esto se hizo después de que Wikipedia comenzó a usar la encriptación HTTPS, que dificultó la censura selectiva.

### Protocolos VPN
A partir de 2018, el Ministerio de Industria y Tecnología de la Información (MIIT) en conjunto con la Comisión de Administración del Ciberespacio (CAC) comenzó una intensiva represión contra todos los proveedores de VPN, ordenando a todos los principales proveedores de telecomunicaciones de propiedad estatal, incluyendo China Telecom, China Mobile y China Unicom, bloquear los protocolos VPN. Solo los usuarios autorizados que hayan obtenido permisos de antemano podrán acceder a las VPN (siempre que sean operadas por empresas de telecomunicaciones de propiedad estatal). En 2017, Apple también comenzó a eliminar todas las aplicaciones de VPN de las tiendas de aplicaciones de Apple a petición del gobierno chino.

## Ejemplos específicos de censura en Internet

### Protestas en la plaza de Tiananmen
El gobierno chino censura materiales en Internet relacionados con las protestas y la masacre de la Plaza de Tiananmen de 1989. Según el libro blanco del gobierno en 2010 sobre el tema de Internet en China, el gobierno protege "el flujo seguro de información en Internet y guía activamente a las personas para gestionar sitios web bajo la ley y usar Internet de una manera sana y correcta". Por lo tanto, el gobierno evita que las personas en Internet "divulguen secretos de estado, subviertan el poder del estado y pongan en peligro la unificación nacional; dañen el honor del estado" y "perturben el orden y la estabilidad social". Sitios web chinos que respetan la ley como Sina Weibo censuran palabras relacionadas con las protestas en su motor de búsqueda. Sina Weibo es uno de los servicios de microblogging más grandes de China. A partir de octubre de 2012, las palabras censuradas de Weibo incluyen "Hombre del Tanque". El gobierno también censura palabras que tienen pronunciación o significado similar a "4 de junio", la fecha en que ocurrió la violenta represión del gobierno. "陆肆", por ejemplo, es una alternativa a "六四" (4 de junio). El gobierno prohíbe conmemorar las protestas. El motor de búsqueda de Sina Weibo, por ejemplo, censura la canción del letrista de Hong Kong Thomas Chow llamada 自由花 o "La Flor de la Libertad", ya que los asistentes a la manifestación Vindicate 4 June y Relay the Torch en el Parque Victoria de Hong Kong cantan esta canción todos los años para conmemorar a las víctimas de los eventos.
La censura en Internet del gobierno sobre estos temas fue especialmente estricta durante el 20.º aniversario de las protestas de la Plaza de Tiananmen, que ocurrió en 2009. Según un artículo de Reporteros Sin Fronteras, la búsqueda de fotos relacionadas con la protesta, como "4 de junio", en Baidu, el motor de búsqueda más popular de China, devolvería resultados en blanco y un mensaje que indica que la "búsqueda no cumple con las leyes, regulaciones y políticas". Además, un gran número de internautas de China afirmaron que no podían acceder a numerosos servicios web occidentales como Twitter, Hotmail y Flickr en los días previos y durante el aniversario. Los internautas en China afirmaron que muchos servicios web chinos fueron bloqueados temporalmente días antes y durante el aniversario. Los internautas también informaron que los servicios de microblogging, incluyendo Fanfou y Xiaonei (ahora conocido como Renren), estaban inactivos con mensajes similares que afirmaban que sus servicios estaban "en mantenimiento" durante unos días alrededor de la fecha del aniversario. En 2019, los censores volvieron a intensificar sus esfuerzos durante el 30.º aniversario de las protestas, y para entonces se había "automatizado en gran medida".

#### Reacciones de los internautas en China
En 2009, el periódico The Guardian escribió que los internautas chinos respondieron con protestas sutiles contra los bloqueos temporales del gobierno a grandes servicios web. Por ejemplo, los sitios web chinos expresaron sutiles quejas contra la censura del estado al llamar sarcásticamente al 4 de junio como el "中国互联网维护日" o "Día de Mantenimiento del Internet Chino". El dueño del blog Wuqing.org declaró: "Yo también estoy en mantenimiento". El sitio web de diccionario Wordku.com voluntariamente cerró su sitio con la afirmación de que esto se debía al "Día de Mantenimiento del Internet Chino". En 2013, los internautas chinos usaron memes de Internet sutiles y sarcásticos para criticar al gobierno y para eludir la censura al crear y publicar imágenes o dibujos humorísticos que se parecen a la foto del Hombre del Tanque en Weibo. Una de estas imágenes, por ejemplo, mostraba las esculturas de patos de goma de Florentijin Hofman reemplazando a los tanques en la foto del Hombre del Tanque. En Twitter, Hu Jia, un activista de sida con base en Beijing, pidió a los internautas en China continental que llevaran camisetas negras el 4 de junio para oponerse a la censura y para conmemorar la fecha. Los servicios web chinos como Weibo finalmente censuraron las búsquedas de "camiseta negra" y "Pato Grande Amarillo" en 2013.
Como resultado, el gobierno promovió aún más el sentimiento antioccidental. En 2014, el secretario general del Partido Comunista Chino, Xi Jinping, elogió al bloguero Zhou Xiaoping por su "energía positiva" después de que este último argumentó en un ensayo titulado "Nueve Golpes Nocaut en la Guerra Fría de América contra China", que la cultura estadounidense estaba "erosionando el fundamento moral y la autoconfianza del pueblo chino".

#### Censura en Internet de la protesta en 2013
El gobierno chino se ha vuelto más eficiente en sus regulaciones de Internet desde el 20 aniversario de las protestas y la masacre en la Plaza de Tiananmén en 1989. El 3 de junio de 2013, Sina Weibo suspendió discretamente el uso del ícono de la vela en la herramienta de entrada de comentarios, que los internautas usaban para llorar a los muertos en los foros. Algunas búsquedas relacionadas con la protesta en los servicios de sitios web chinos ya no dan resultados en blanco, sino con resultados que el gobierno había "seleccionado cuidadosamente". Estos métodos sutiles de censura gubernamental pueden hacer que los internautas crean que los materiales que buscaron no fueron censurados. Sin embargo, el gobierno es inconsistente en su aplicación de las leyes de censura. Los internautas informaron que las búsquedas de algunos términos censurados en los servicios web chinos todavía resultaban en páginas en blanco con un mensaje que dice "las leyes, regulaciones y políticas relevantes" impiden la visualización de resultados relacionados con las búsquedas.

### Uso del interruptor de interrupción de Internet
China apagó completamente el servicio de Internet en la región autónoma de Xinjiang desde julio de 2009 hasta mayo de 2010 durante hasta 312 días después de los disturbios de Ürümqi en julio de 2009.

### Winnie the Pooh
Desde 2013, el personaje de Disney Winnie the Pooh ha sido sistemáticamente eliminado en el Internet chino después de la propagación de un meme en el que se comparaban fotografías de Xi y otras personas con el oso y otros personajes de las obras de A. A. Milne tal como los reimagine Disney. El primer meme viral fuertemente censurado se remonta a la visita oficial a Estados Unidos en 2013, durante la cual Xi fue fotografiado por un fotógrafo de Reuters caminando con el entonces presidente de los Estados Unidos, Barack Obama, en Sunnylands, California. Una publicación de blog donde la fotografía se yuxtapuso con la representación de dibujos animados se volvió viral, pero los censores chinos lo eliminaron rápidamente. Un año después vino un meme con Xi y Shinzo Abe. Cuando Xi Jinping inspeccionó a las tropas a través del techo solar de su limusina, se creó un meme popular con Winnie the Pooh en un coche de juguete. La imagen ampliamente difundida se convirtió en la imagen más censurada del año en 2015. Además de no querer ningún tipo de eufemismo en línea para el secretario general del PCCh, el gobierno chino considera que la caricatura socava la autoridad de la oficina del secretario general del partido y del líder supremo mismo, y todas las obras que comparan a Xi con Winnie the Pooh están supuestamente prohibidas en China.

## Influencia internacional
Los proveedores de contenido extranjeros como Yahoo!, AOL, y Skype deben cumplir con los deseos del gobierno chino, incluyendo la implementación de monitores de contenido internos, para poder operar dentro de China continental. Además, de acuerdo a las leyes chinas, Microsoft comenzó a censurar el contenido de su servicio de blogs Windows Live Spaces, argumentando que continuar proporcionando servicios de Internet es más beneficioso para los chinos. El blog del periodista chino Michael Anti en Windows Live Spaces fue censurado por Microsoft. En una discusión por correo electrónico en abril de 2006, Rebecca MacKinnon, quien reportó desde China durante nueve años como jefa de la oficina de Beijing para CNN, dijo: "... muchos blogueros dijeron que él era un sacrificio necesario para que la mayoría de los chinos puedan continuar teniendo un espacio en línea para expresarse como elijan. Entonces el punto es, se están haciendo compromisos en todos los niveles de la sociedad porque nadie espera libertad política de todos modos".
La versión china de Myspace, lanzada en abril de 2007, tiene muchas diferencias relacionadas con la censura respecto a otras versiones internacionales del servicio. Los foros de discusión sobre temas como religión y política están ausentes y se ha añadido un sistema de filtrado que impide la publicación de contenido sobre temas políticamente sensibles. A los usuarios también se les da la posibilidad de denunciar la "mala conducta" de otros usuarios por delitos que incluyen "poner en peligro la seguridad nacional, filtrar secretos de estado, subvertir al gobierno, socavar la unidad nacional, difundir rumores o perturbar el orden social".
Algunos medios han sugerido que la censura de Internet en China de sitios web extranjeros también puede ser una forma de obligar a los usuarios chinos a depender de la industria del comercio electrónico de China, aislando así su economía de la dominación de las corporaciones internacionales. El 7 de noviembre de 2005, una alianza de inversionistas e investigadores que representan a 26 empresas en los EE.UU., Europa y Australia con más de US$21 mil millones en activos conjuntos anunciaron que instaban a las empresas a proteger la libertad de expresión y se comprometieron a monitorear a las empresas de tecnología que hacen negocios en países que violan los derechos humanos, como China. El 21 de diciembre de 2005, los mandatos especiales de la ONU, la OSCE y la OEA sobre la libertad de expresión instaron a las empresas de Internet a "trabajar juntas ... para resistir los intentos oficiales de controlar o restringir el uso de Internet". Google finalmente respondió cuando fue atacado por hackers rumoreados de ser contratados por el gobierno chino amenazando con abandonar China.
En 2006, Reporteros Sin Fronteras escribió que sospecha que regímenes como Cuba, Zimbabue, y Bielorrusia han obtenido tecnología de vigilancia de China.

### Plataformas de redes sociales chinas
Con la proliferación de plataformas de redes sociales chinas como TikTok, WeChat, QQ, Weibo y Xiaohongshu (RED) en el extranjero, han surgido preocupaciones sobre la recolección de datos por parte de las empresas de tecnología chinas. Estas compañías están registradas en China y, por lo tanto, están sujetas a la jurisdicción de la ley china, que requiere acceso a los datos sin necesidad de una orden judicial cuando lo solicitan las autoridades de inteligencia y seguridad pública de China.
Además, ha crecido la preocupación sobre la difusión de desinformación y propaganda en chino en plataformas dirigidas a las comunidades de la diáspora china en el extranjero. Existe el potencial de que estas prácticas siembren discordia e inestabilidad hacia los estados nacionales de acogida y sus sociedades, además de la exportación de prácticas de censura chinas al extranjero, lo que impide el ejercicio de la libertad de expresión por parte de las comunidades chinas incluso cuando se encuentran físicamente fuera de China.

## Policías o brigadas de Internet
Este funciona con miles de empleados y funcionarios que opera no sólo en Internet, sino en la radio y en la televisión. Debido a la presión por parte del gobierno, para las empresas chinas se ha convertido en un prioridad acatar las normas de Internet. Pues exigen que las empresas se autocensuren y las incentivan a contratar a miles de personas para vigilar el contenido.
A su vez, esta situación ha creado una nueva industria lucrativa y en crecimiento: las fábricas de censura, como Beyondsoft, que mantiene oculta las empresas de medios o en línea para los que trabaja por motivos de confidencialidad. En sus fábricas de revisión de contenido, emplea a más de cuatro mil trabajadores, una cifra superior a la de 2016, la cual rondaba los doscientos. Los empleados revisan y censuran contenido día y noche.
Dichas brigadas de internet se dividen por turnos y campos temáticos, como el político o directamente buscan contenido profano o vulgar. Se espera que cada trabajador revise entre mil y dos mil artículos durante su turno. Los artículos que se suben a la aplicación de noticias deben ser aprobados o rechazados en una hora.

### Ejemplos de sitios bloqueados
Redes sociales
Facebook, Twitter, Instagram, Pinterest, Tumblr, Snapchat, Picasa, WordPress.com, Blogspot, Blogger, Flickr, SoundCloud o Hootsuite.
Apps
WhatsApp (desde junio de 2017, WhatsApp sufría problemas intermitentes, hasta que se bloqueó definitivamente a finales de septiembre), Messenger, Viber, Telegram, Line, Periscope, KaKao Talk o Discord.
Motores de búsqueda
Ask.com, Google, Duck Duck Go, Yahoo, etc.
Plataforma de vídeos
Youtube, Vimeo, DailyMotion o Nico Video.
Medios
The New York Times, Financial Times, The Wall Street Journal, The Economist, Bloomberg, Reuters, The Independent, Le Monde, L’Equipe, Wikipedia o Wikileaks.
Plataformas de Streaming
Netflix (sin servicio pero accesible a la web), Amazon Prime Video, Hulu (sin servicio pero accesible a la web), Crunchyroll, Twitch, BBC iPlayer, Spotify, SoundCloud o Pandora Radio.
Plataformas de trabajo
Dropbox, ShutterStock, Slideshare, Slack, iStockPhotos, WayBackMachine, Scribd, Xing, Android, y otras webs VPN.
Además, todos los servicios de Google están bloqueados en el país.

#### Contenido pornográfico
Todas las páginas pornográficas están bloqueadas, sin excepción.
Sin embargo, los más de 1 400 millones de habitantes de China navegan en la internet nacional, donde se han creado alternativas locales que ofrecen la mayoría de servicios que se encuentran en el extranjero: Baidu es Google, Weibo es Twitter, WeChat es Facebook, Instagram y WhatsApp, Alipay es PayPal, Youku es YouTube...